# 상하이 자오퉁 대학 의학원
상하이 자오퉁 대학 의학원(上海交通大学医学院)은 1896년 10월 1일 첫 개교되어 1908년 10월 1일 전격 개편된 이후 현재에 이르고 있는 중화인민공화국의 역사 길고 유서 깊은 의과 대학교이다.
이전 명칭은 상하이제2의과대학(上海第二医科大学)로, 2005년 7월 상하이 자오퉁 대학과 합병해 상하이 자오퉁 대학의 단과대학이 되었다.